# 新保磐次
新保 磐次（しんぼ いわじ、1856年（安政3年） - 1932年（昭和7年））は、日本の教育者。文学博士。号は一村。

## 経歴
1856年、越後国(現・新潟県西蒲原郡曽根村)で新保正與の長男として生まれた。父の跡を継ぐ形で三根山藩の藩校助教となり、新潟県の小学校設置に尽力し、そのまま初代の校長となった。
1876年、新潟学校百工化学科に入学。この学生時代に、恩師中川謙二郎と三宅米吉らの友人と知己を得た。しかし、百工化学科を中退し、その後は東京の私塾で英語を学んだり、工業雑誌の記者として勤務した。1883年(明治16年)、函館師範学校で教職に就いた。3年に及ぶ函館勤務時代に、多くの化学授業法に関する論文を執筆。
1886年（明治19年）、中川謙二郎と三宅米吉の尽力により東京に戻って出版社金港堂の編集所所員となり、さらに東京師範学校の教職も兼務。しかし、昼は師範学校、その後編集所に向かうという生活のため、体調を崩して高等師範学校の職は辞職。1932年2月29日に死去。

## 研究内容・業績
- 金港堂では、教科書の編集に従事した。国語科のみならず、理科、歴史、地理といった様々な教科の教科書を編集しており、小学校創設に尽力した経験から初等教育に理解があり、また新潟学校百工化学科で培われた理系的素養と函館時代の理科教授法の蓄積があったことが生かされている。
- 女性啓蒙と言文一致を目指した女性雑誌『以良都女』(いらつめ)創刊にあたっては、その編集同人に名を連ねている[3]。

## 親族
- 父：新保正與は三根山藩士。
- 実弟：新保寅次 は新保正與の次男で実弟。新保宇源太の養子となった。国文学者、教育者[4]。
- 子：新保正樹。『追想 : 新保正與・磐次・寅次父子』を出している。

## 著書
- 『日本普通文如何』 （金港堂、1887年）
- 『日本読本』（金港堂、1887年）
- 『日本史要』（金港堂、1893年）
- 『中学国文史』（金港堂、1895年）
- 『中学国文典』（金港堂、1897年）
- 『新体内国地誌』（金港堂、1898年）
- 『新編内国歴史』（金港堂、1899年）
- 『新編内国小史』（金港堂、1899年）
- 『内国地誌』（金港堂、1900年）
- 『新体外国地誌』（金港堂、1900年）
- 『外国地理小誌』（金港堂、1901年）
- 『内国地理小誌』（金港堂、1901年）
- 『日本歴史』（金港堂、1902年）
- 『外国地理唱歌』（金港堂、1902年）
- 『西洋小史』（金港堂、1902年）
- 『日本小史』（金港堂、1902年）
- 『日本歴史唱歌』（金港堂、1902年）
- 『日本地理唱歌』（金港堂、1902年）
- 『東洋小史』（金港堂、1902年）
- 『西洋歴史』（金港堂、1904年）
- 『東洋歴史』（金港堂、1904年）
- 『内地旅行唱歌』（金港堂、1908年）
- 『少女小説  娘浦島』（金港堂、1909年）
- 『趣味の日本史』（金港堂、1921年）